# Ясшаг

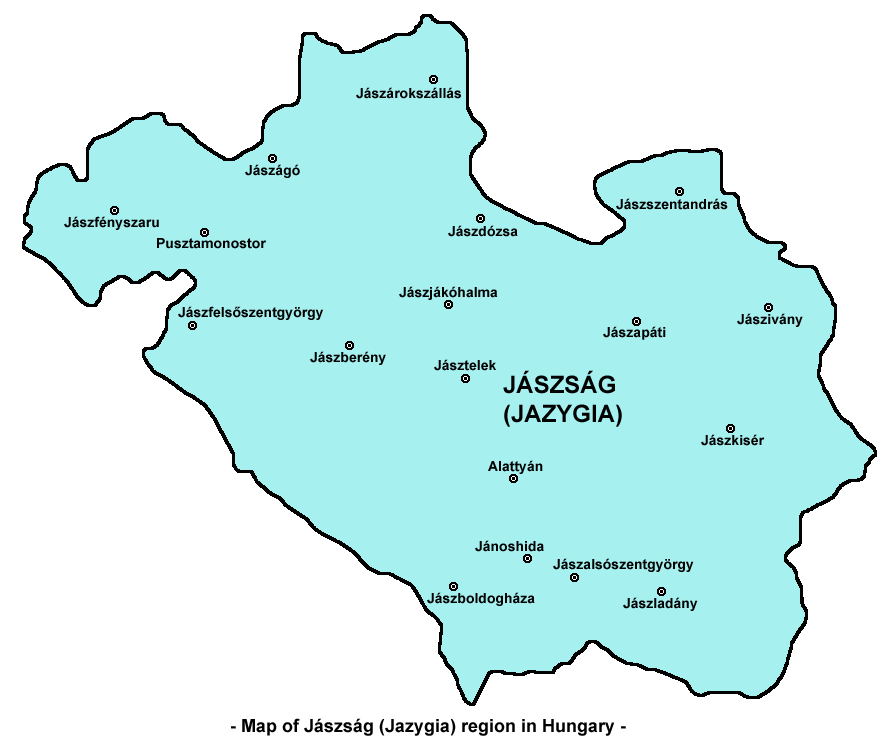
Ясшаг

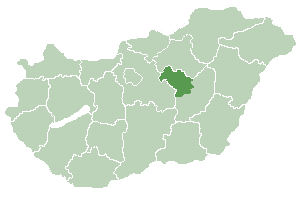
Положение Ясшага на карте Венгрии

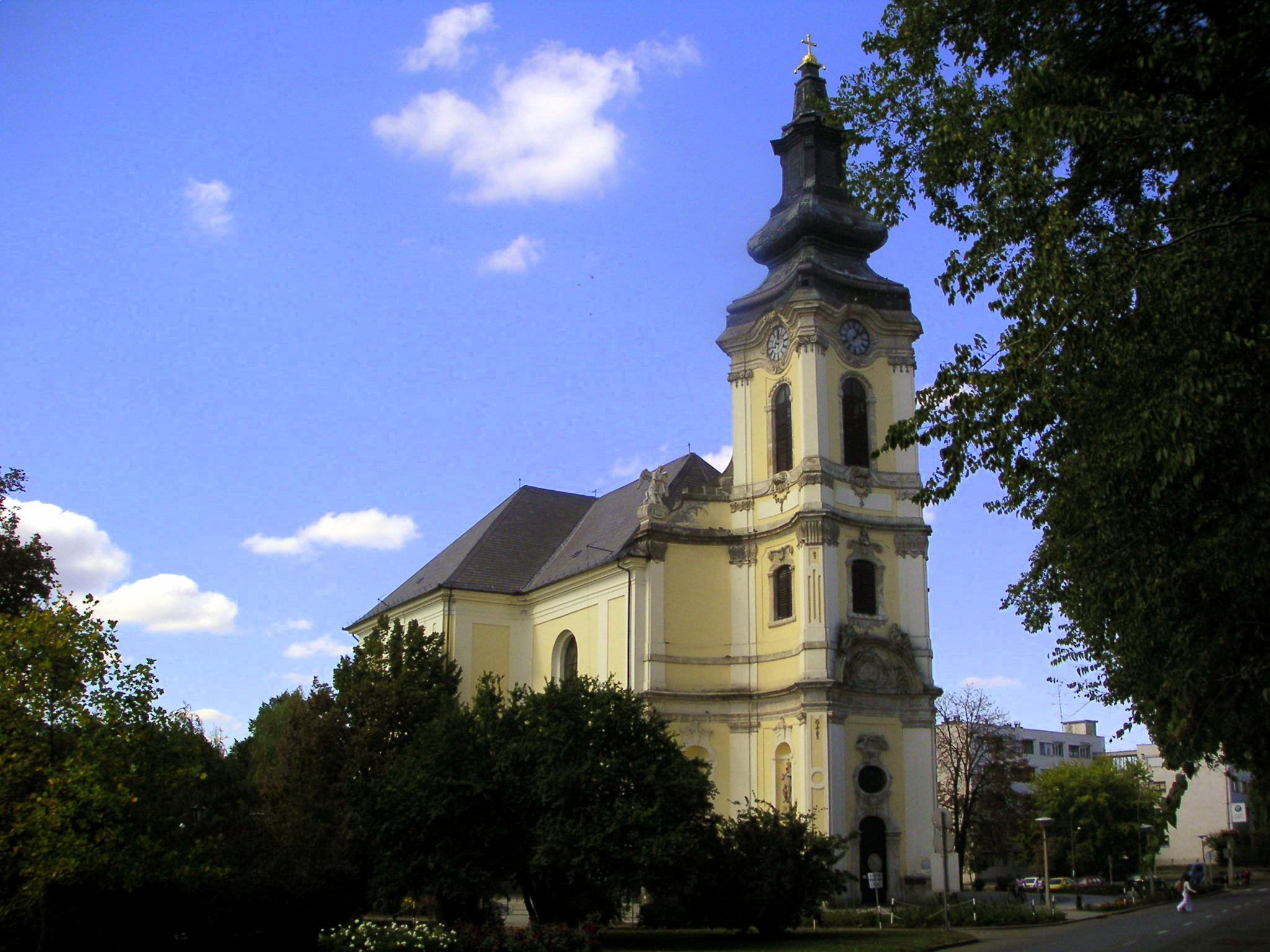
Церковь в городе Ясберень

Ясшаг (Языгия; венг. Jászság) — историческая область в центральной части Среднедунайской равнины, в междуречье Тисы и Задьвы. Название область получила от ясов, народа аланского происхождения, поселившегося здесь в начале XIII века, а позднее ассимилированного венграми. В настоящее время территория Ясшага входит в состав медье Яс-Надькун-Сольнок Венгрии.

## География
Ясшаг лежит в северо-западной части медье Яс-Надькун-Сольнок. Примерная площадь области — около 1 100 кв. км. Ландшафт представляет собой равнину Альфёльда, которую прорезают несколько рек: Тиса на востоке, Задьва на западе и Тарна в центре. Климат здесь более засушливый, чем в других регионах Среднедунайской равнины, однако благоприятный для развития животноводства. Исторический центр Ясшага — город Ясберень. Среди других населённых пунктов выделяются города Ясапати и Ясароксаллаш.

## История
В 1239 году венгерский король Бела IV пригласил для поселения на территории центральной части Альфёльда племена ясов и половцев во главе с ханом Котяном. Эти народы, кочевавшие по степям Северного Причерноморья, потерпели ряд поражений от наступающих с востока монголо-татар и были вынуждены отступить к Карпатам. В Венгрии к этому времени процессы феодализации привели к распаду традиционных социальных отношений, резкому усилению магнатов и краху системы ополчений. Король был вынужден искать новые способы укрепления государства и своей власти и формировать новые вооружённые силы. В условиях роста монгольской опасности Бела IV решил привлечь на свою сторону степные народы и создать на их основе новую армию, способную сдержать монголов и укрепить власть короля. Половцам и ясам была предоставлена земля в центральной части Венгерского королевства. Поскольку численность половцев во много раз превосходила численность ясов, а половецкая знать занимала господствующие позиции среди новых поселенцев, ясов современники зачастую не рассматривали как отдельный народ: впервые название «ясы» (лат. jazon) встречается в грамоте Карла Роберта в 1323 году, закрепившей автономию Ясшага взамен военной службы его населения.
Ясам была предоставлена территория между реками Задьва и Тарна, им было разрешено сохранить свой родовой общественный строй и пользоваться собственным правом. Территория Ясшага была исключена из общевенгерской комитатской структуры и пользовалась особым привилегированным статусом. Взамен ясы обязывались оказывать венгерским королям военную поддержку в случае войн. Монгольское вторжение 1242 года, однако, не удалось остановить, и земли Ясшага были разорены. Роль половцев и ясов в Венгерском государстве резко усилилась в период правления Ласло IV, однако под влиянием магнатов и католической церкви в 1280-х годов влияние кочевников на королевскую власть было ликвидировано, ясы и половцы были подвергнуты насильственной христианизации. Тем не менее Ясшаг сохранил свои привилегии и особый статус, что периодически подтверждалось королями Венгрии на протяжении последующих веков. Ясшаг стал важным центром скотоводства, а также ремесла: на территории своей области ясы основали целый ряд ремесленно-торговых местечек. Постепенно ясы всё более втягивались в венгерское общество, принимая венгерский язык и венгерскую общественную систему. Собственные традиции, однако, сохранялись, а ясский язык, продолжал использоваться до XVI века. Сохранялась также и традиционное разделение ясского общества на рода, группирующиеся вокруг вождя-«капитана», чья резиденция находилась в Ясберене.
Турецкие завоевания XVI века привели к запустению земель центрального Альфёльда и эмиграции венгерского населения. Ясшаг также попал под власть Османской империи. Местное население, занимающееся скотоводством, воспользовалось обезлюдением региона и постепенно расселилось на прилегающие территории до Тисы и Сольнока. После освобождения Венгрии и установления власти Габсбургов Ясшаг, номинально сохраняя особый статус, всё более включался в единую систему власти в Венгерском королевстве. Венгерский язык полностью вытеснил местное наречие, сословная система была распространена на потомков ясов. Тем не менее Ясшаг сохранял остатки самобытности до 1876 года, когда его территория была включена в состав комитата Яс-Надькун-Сольнок.
Второе название области Ясшаг — Языгия — возникло ещё в средние века вследствие отождествления ясов с античными языгами, народом сарматского происхождения, разорявшим территории Римской империи в первых веках нашей эры. В русских летописях отождествляли ясов и языгов, из-за чего называли Ясшаг Языгией.